# Sandborn
Sandborn är en kommun (town) i Knox County i Indiana. Vid 2010 års folkräkning hade Sandborn 415 invånare.